# 李欣然
李欣然（1972年3月—），男，满族，辽宁宽甸人，中华人民共和国政治人物。中国政法大学政治与管理学系政治学专业本科毕业，北京大学国际关系学院国际关系专业在职研究生学历，法学硕士学位。1995年8月参加工作，1994年1月加入中国共产党。曾任中央纪委国家监委驻中国银行保险监督管理委员会纪检监察组组长、中国银行保险监督管理委员会党委委员，现任中共中央纪委常委、秘书长，国家监察委员会委员，中央纪委国家监委办公厅主任。中共第十九届、二十届中央纪委委员。

## 生平
从中国政法大学政治与管理学系政治学专业本科毕业后，1995年8月进入中共中央纪委工作，历任研究室干部，案件审理室副处长、处长、副主任，纪检监察干部监督室副主任。1995年8月至1998年1月期间在中共西藏自治区拉萨市纪委锻炼。
2015年3月，任中央纪委第六纪检监察室主任。同年9月，任中央纪委第七纪检监察室主任。2017年9月，任中央纪委驻中国银行业监督管理委员会纪检组组长、中国银行业监督管理委员会党委委员。2018年3月，改任中央纪委驻中国银行保险监督管理委员会纪检组组长、中国银行保险监督管理委员会党委委员。
2022年9月，调任中共中央纪委秘书长、中央纪委国家监委办公厅主任。同年10月，当选为中共中央纪委常委，且担任国家监察委员会委员。